# 野口侑真
野口 侑真（のぐち ゆうま、2001年9月18日 - ）は、日本のバスケットボール選手である。鹿児島県薩摩川内市出身。日本大学卒。ポジションはスモールフォワード。

## 来歴
薩摩川内市立川内中央中学校から鹿児島県立川内高等学校へ進み、2017-19にかけてウィンターカップへ出場した。
2020年4月、日本大学へ進学した。2年次には全日本大学バスケットボール選手権（インカレ）2021年（ベスト8）、3年次には関東大学バスケットボール新人戦（5位決定戦決勝）・全日本バスケットボール新人戦2022年・同インカレ（ともに3位決定戦）、4年次には関東大学バスケットボール新人戦（3位決定戦）・全日本バスケットボール新人戦2023年（決勝トーナメント準決勝）・同インカレ（ベスト8）等に出場した。
2024年1月30日、熊本ヴォルターズと特別指定選手契約を締結した。翌31日の第19節滋賀レイクス戦においてプロ初出場を果たし、初得点を挙げた。3月に大学を卒業するが、在籍を続けた。終盤にはスターターとして起用されるようになり、ペイントアタックを中心に剽悍な戦いぶりで活躍するが、4月14日の第31節ライジングゼファーフクオカ戦で負傷し、レギュラーシーズンを離脱した。23回（スターター11回、323分2秒・平均14分2秒）出場、4.7PPG。プレーオフには復帰を果たすが、2試合で平均4分24秒の出場にとどまり得点はなかった。
6月6日、熊本と選手契約を継続。10月6日の開幕節アルティーリ千葉戦Game2ではチームハイとなる17得点を挙げるなどの活躍を見せたものの、後半は故障により戦列を離れてしまい出場は45回（スターター6回、452分26秒・平均10分03秒）にとどまった。2.8PPG・1.1RPGほか。プレーオフには出場できなかった。

## 経歴
- 鹿児島県立川内高等学校（2017 - 19）
- 日本大学（2020 - ）
- 熊本ヴォルターズ（特別指定選手契約、2024）
- 熊本ヴォルターズ（2024 - 25）

## 個人成績
| シーズン     | チーム     | GP | GS | MPG  | FG%  | 3P%  | FT%  | RPG | APG | SPG | BPG | TO  | PPG |
| ------------ | ---------- | -- | -- | ---- | ---- | ---- | ---- | --- | --- | --- | --- | --- | --- |
| B2 2023-24   | 熊本(特指) | 23 | 11 | 14.0 | .500 | .200 | .500 | 1.3 | 0.4 | 0.2 | 0.2 | 0.7 | 4.7 |
| B2 2023-24PO | 熊本(特指) | 2  | 0  | 4.2  | .000 | .000 | .000 | 0.0 | 0.0 | 0.0 | 0.0 | 1.0 | 0.0 |
| B2 2024-25   | 熊本       | 45 | 6  | 10.0 | .446 | .267 | .522 | 1.1 | 0.3 | 0.3 | 0.1 | 0.4 | 2.8 |
| B2 2024-25PO | 熊本       | -  | -  | -    | -    | -    | -    | -   | -   | -   | -   | -   | -   |